# Mesocyclops arcanus
Mesocyclops arcanus – gatunek widłonoga z rodziny Cyclopidae. Nazwa naukowa tego gatunku skorupiaków została opublikowana w 1995 roku przez francuską zoolog Danielle Defaye.